# Zakia Khudadadi
Zakia Khudadadi   (província d'Herat, 29 de setembre de 1998) és una practicant de parataekwondo hazara, la primera dona practicant de taekwondo de l'Afganistan en competicions internacionals. Només té un braç funcional.
Va representar el seu país als Jocs Paralímpics d'Estiu de 2020, després de ser evacuada de Kabul per l'ofensiva dels talibans. Més tard es convertiria en la primera afganesa en participar en un esdeveniment esportiu internacional després de la proclamació de l'Emirat Islàmic. Als Jocs Paralímpics d'Estiu de 2024, va obtenir la primera medalla de la història per a un esportista de l'Equip Paralímpic de Refugiats. El 2023 es va proclamar campiona d'Europa.

## Carrera

### El camí a Tòquio
Es va inspirar en Rohullah Nikpai, el primer i únic medallista olímpic de l'Afganistan. Després de la caiguda dels talibans el 2001, ella, com moltes altres dones a l'Afganistan, es va animar a competir en esdeveniments esportius igual que ho feien els homes. No obstant això, realitzava la majoria dels entrenaments a casa, ja que l'oportunitat de representar els clubs locals es van veure obstaculitzades a causa de la presència de talibans a la seva província natal d'Herat.
Va guanyar el Campionat Internacional Africà de Parataekwondo 2016 celebrat a Egipte, amb 18 anys. Va ser convidada a participar en la categoria K44 sub-49 femenina dels Jocs Paralímpics d'estiu de Tòquio 2020, com una de les dues esportistes de la delegació afgana, juntament amb l'atleta Hossain Rasouli. Mentre es trobava a Kabul entrenant, la participació de l'Afganistan en els Jocs va perillar després de la caiguda de Kabul en mans dels talibans, doncs els atletes afganesos no podien sortir de la ciutat pel tancament dels aeroports. Khudadadi va demanar ajuda immediata per sortir del país amb seguretat. La petició d'evacuació va ser tramitada per la diplomàcia espanyola.
| «                                                                                | Amb tot el patiment que he passat. He estat tancada dins de casa; no puc sortir amb confiança i seguretat per comprar alguna cosa per a mi o preguntar com està la gent com es troben (...) La meva família és d'Herat, on tota la ciutat ha sigut capturada pels talibans. Actualment, visc amb uns parents a Kabul, que no tenen prou menjar per alimentar els seus propis fills; i soc una càrrega addicional per a ells. Soc una dona afganesa i, en nom de totes les dones afganeses, us demano que m'ajudeu. La meva intenció és participar als Jocs Paralímpics de Tòquio 2020, si us plau, preneu-me de la mà i ajudeu-me! Si us plau, us demano a tots, especialment a totes les dones d'arreu del món, a les organitzacions feministes i a les Nacions Unides, que no deixin que treguin, a una ciutadana de l'Afganistan, el dret a participar del Moviment Paralímpic, tan fàcilment. M'he sacrificat molt per arribar fins aquí, això és un gran èxit en si mateix i no s'ha de prendre a la lleugera. No vull que la meva lluita sigui en va i sense cap resultat. Ajudeu-me! | » |
| — Zakia Khudadadi, en un àudio enviat al cap de la delegació paralímpica afgana, | |   |

El 28 d'agost de 2021, Khudadadi, juntament amb el seu compatriota Hossain Rasouli, van arribar a Tòquio després d'haver sigut traslladada de Kabul a París per la Reial Força Aèria Australiana com a part dels esforços internacionals d'evacuació, posant fi a les incerteses que imperaven sobre la participació dels dos esportistes afganesos als Jocs Paralímpics. Així, es va convertir en la primera dona afganesa en competir als Jocs Paralímpics en 17 anys, des de la participació de Mareena Karim als Jocs Paralímpics d'Estiu de 2004. El 2 de setembre de 2021, va caure en la primera ronda de la competició, davant Ziyodakhon Isakova, d'Uzbekistan. En la ronda de repesca, va perdre davant la ucraïnesa Viktoriia Marchuk.

### Equip de refugiats
Després de l'experiència al Japó, va tornar a París, on va reprendre els entrenaments amb l'ajuda de la Federació Francesa de Taekwondo. L'any 2023 va tornar a la competició, ara sota la bandera de l'Equip de Refugiats. En el Campionat Europeu, disputat a Rotterdam, va aconseguir la medalla d'or, després de derrotar la turca Nurcihan Ekinci a la pròrroga.
El 29 d'agost de 2024, Khudadadi va formar part de l'Equip Paralímpic de Refugiats a París 2024. A França, va fer història als Jocs Paralímpics penjant-se el bronze i convertint-se així en el primer medallista de la delegació de refugiats. "Vaig passar moltes coses per arribar aquí", havia dit sobre la seva victòria. "Aquesta medalla és per a totes les dones de l'Afganistan i tots els refugiats del món. Espero que algun dia hi hagi pau al meu país".

## Llegat
La seva història apareix al documental de France Télévisions A corps perdus, dirigit per Thierry Demaizière i Alban Teurlai. El desembre de 2024, Zakia Khudadadi va ser inclosa a la llista de les 100 Women de la BBC, que destaca les dones més inspiradores i influents de l'any.